# Carterville (Illinois)
Carterville – miasto w Stanach Zjednoczonych, w stanie Illinois, w hrabstwie Williamson.